# Leskiolydella aurata
Leskiolydella aurata là một loài ruồi trong họ Tachinidae.